# Wawrzyszew
Wawrzyszew (nome ufficiale: A22 Wawrzyszew) è una stazione della linea M1 della metropolitana di Varsavia. È stata inaugurata nel 2008.